# Хјустонија (Мисури)
Хјустонија (енгл. Houstonia) град је у америчкој савезној држави Мисури.

## Демографија
По попису из 2010. године број становника је 220, што је 55 (-20,0%) становника мање него 2000. године.
| Група             | 2000.       | 2010.       |
| Белци             | 267 (97,1%) | 214 (97,3%) |
| Афроамериканци    | 3 (1,1%)    | 1 (0,5%)    |
| Азијати           | 3 (1,1%)    | 2 (0,9%)    |
| Хиспаноамериканци | 1 (0,4%)    | 1 (0,5%)    |
| Укупно            | 275         | 220         |